# 第10空軍 (アメリカ軍)
第10空軍(Tenth Air Force)はアメリカ空軍・空軍予備役軍団(AFRC)に属する航空軍の1つ。司令部はテキサス州フォートワース海軍航空基地統合予備役基地に所在。主に航空戦闘軍団(ACC)に対応する空軍予備役軍団となっている。司令官職については、予備役少将をもって充てるポストとされている。

## 概要
空軍の予備兵力として、戦闘機や爆撃機など各種予備役航空部隊の維持・管理にあたっている。傘下の第310宇宙航空団においては、人工衛星の管理を行っている。
部隊の歴史は、第二次世界大戦中の1942年にCBI戦域の航空部隊として設立されたことに始まる。1946年に編成解除された後、復帰編成と編成解除を繰り返し、現在に繋がるのは1976年に予備役部隊として編成されて以降のことである。

## 主要部隊
- 第301戦闘航空団(301st Fighter Wing)
- 第310宇宙航空団(310th Space Wing)
- 第419戦闘航空団(419th Fighter Wing)
- 第442戦闘航空団(442d Fighter Wing)
- 第482戦闘航空団(482d Fighter Wing)
- 第917航空団(917th Wing)
- 第919特殊作戦航空団(919th Special Operations Wing)
- 第920救難航空団(920th Rescue Wing)
- 第940航空団(940th Wing)
- 第944戦闘航空団(944th Fighter Wing)
- 第340飛行訓練群(340th Flying Training Group)
- 第513航空管制航空群(513th Air Control Group)
- 第610地域支援群(610th Regional Support Group)
- 第78偵察飛行隊(78th Reconnaissance Squadron)
- 第307戦闘飛行隊(307th Fighter Squadron)